# Santa Rita (Nuovo Messico)
Santa Rita è una città fantasma della contea di Grant nello Stato del Nuovo Messico. Sito della miniera di rame di Chino, Santa Rita si trovava a quindici miglia a est di Silver City.

## Storia
L'estrazione del rame nell'area iniziò tardi nel periodo coloniale spagnolo, ma fu solo nel 1803 che Franscisco Manuel Elguea, un banchiere e uomo d'affari di Chihuahua, fondò la città di Santa Rita. La chiamò Santa Rita del Cobre (Santa Rita del Rame), in onore di Santa Rita da Cascia e della miniera esistente. All'inizio del XIX secolo la miniera produceva oltre 6 milioni di libbre di rame all'anno. Il minerale grezzo fondente veniva inviato a Chihuahua per la fusione e quindi spedito a Città del Messico su un mulo. L'area era relativamente tranquilla, nonostante qualche occasionale attacco da parte della banda Warm Springs (Mimbres) dei Chiricahua Apache, che viveva nelle vicinanze delle sorgenti del fiume Gila e Mimbres. 
Nel 1837, tuttavia, un commerciante statunitense di nome John Johnson attirò gli Apache a un incontro e poi li massacrò per vendere i loro scalpi al governo messicano. Il massacro di Johnson infiammò gli Apache anziché intimidirli. La ricca miniera di rame di Santa Rita nel Nuovo Messico fu il bersaglio principale di Mangas Coloradas e dei suoi seguaci. Nel 1838, 22 cacciatori di pellicce furono uccisi nelle vicinanze e gli Apache tagliarono le linee di rifornimento della miniera. I 300-400 abitanti di Santa Rita fuggirono a sud verso il presidio di Janos, a 150 miglia di distanza, ma gli Apache li uccisero quasi tutti lungo il percorso. Successivamente, la miniera di Santa Rita rimase in funzione solo occasionalmente fino al 1873 quando il capo degli Apache, Cochise, firmò un accordo di pace con gli Stati Uniti e quindi la miniera venne riaperta.
Martin B. Hayes riaprì la miniera nel 1873 dopo che Cochise firmò un trattato di pace; tuttavia, la città continuò ad essere soggetta agli attacchi degli Apache da parte di Geronimo, Victorio e altri capi di guerra fino al 1886, quando Geronimo si arrese per l'ultima volta. Un ufficio postale venne aperto nel 1881 e l'arrivo della ferrovia cinque anni dopo stimolò l'ulteriore sviluppo della miniera.
Dopo che la miniera di Santa Rita fu convertita in una fossa aperta nel 1901, la città fu costretta a trasferirsi più volte man mano che la fossa cresceva. Poco dopo essersi spostata nel 1957, piogge torrenziali trasportarono massi e fango sul nuovo sito. La città fu abbandonata una volta per tutte nel 1967 e il sistema scolastico dell'area fu interrotto nel 1972.
La popolazione di Santa Rita era di circa 500 abitanti nel 1884. Nel 1915 erano 2 500, e nel 1920 aveva raggiunto i 6 000 abitanti. Rimase a 6 000 fino a quando non furono iniziati significativi licenziamenti nella miniera negli anni 1950.